# Landtagswahlkreis Kiel-West
Der Wahlkreis Kiel-West (Wahlkreis 13) ist ein Landtagswahlkreis in Schleswig-Holstein. Der Wahlkreis umfasst einen Teil der Landeshauptstadt Kiel und gilt als Hochburg der SPD. Lediglich in der Frühzeit der Bundesrepublik, als je einmal FDP (1950) und CDU (1958) das Direktmandat errangen und 2022, als erstmals die Grünen die meisten Erststimmen im Wahlkreis erhielten, konnten andere Parteien den Wahlkreis gewinnen. Bei der Landtagswahl 2022 erreichten die Grünen in diesem Wahlkreis ihr landesweit bestes Zweitstimmenergebnis, während die CDU nirgendwo anders schlechter abschnitt.
Die Wahlkreisgrenze wird wie folgt beschrieben:
„Die Grenze zum Wahlkreis 13 beginnend am Sportboothafen Seeburg bis zur Stadtgrenze zur Gemeinde Kronshagen an der Eckernförder Straße, entlang der Stadtgrenze in südlicher Richtung bis zur Stadtteilgrenze Meimersdorf, entlang dieser Grenze quer über den Schulensee nach Osten bis zur Poppenbrügger Au, weiter bis an die Neue Hamburger Straße (L 318), diese kreuzend weiter entlang der Neuen Hamburger Straße (L 318), die Bundesstraße 404 sowie die Bahnlinien kreuzend, dann östlich der Bahnlinien nach Norden bis zur Einmündung der Straße Schwedendamm in die Bahnhofstraße, auf der Straßenmitte der Bahnhofstraße entlang bis zur Hörn, von dort am westlichen Ufer des Hafens entlang der Wasserlinie in nördlicher Richtung zurück bis zum Ausgangspunkt am Sportboothafen Seeburg“

## Landtagswahl 2022
| Gegenstand der Nachweisung | Gegenstand der Nachweisung | Erst- stimmen | Erst- stimmen | Zweit- stimmen | Zweit- stimmen |
| Bewerber                   | Partei                     | Anzahl        | %             | Anzahl         | %              |
| -------------------------- | -------------------------- | ------------- | ------------- | -------------- | -------------- |
| Wahlberechtigte            | Wahlberechtigte            | 66.495        | 66.495        | 66.495         | 66.495         |
| Wähler                     | Wähler                     | 39.193        | 39.193        | 39.193         | 39.193         |
| Ungültige Stimmen          | Ungültige Stimmen          | 456           | 1,2           | 220            | 0,6            |
| Gültige Stimmen            | Gültige Stimmen            | 38.737        | 98,9          | 38.973         | 99,4           |
| davon                      |                            |               |               |                |                |
| Kristina Herbst            | CDU                        | 10.275        | 26,5          | 11.031         | 28,3           |
| Özlem Ünsal                | SPD                        | 7.863         | 20,3          | 6.245          | 16,0           |
| Anna Langsch               | GRÜNE                      | 12.328        | 31,8          | 12.444         | 31,9           |
| Theresa Leinkauf           | FDP                        | 1.986         | 5,1           | 2.243          | 5,8            |
| Eike Reimers               | AfD                        | 1.174         | 3,0           | 1.132          | 2,9            |
| Johann Knigge-Blietschau   | DIE LINKE                  | 1.525         | 3,9           | 1.503          | 3,9            |
| Susanna Swoboda            | SSW                        | 2.012         | 5,2           | 2.124          | 5,4            |
| –                          | PIRATEN                    | –             | –             | 172            | 0,4            |
| Hannelore Brandt           | FREIE WÄHLER               | 189           | 0,5           | 126            | 0,3            |
| Ove Schröter               | Die PARTEI                 | 987           | 2,5           | 767            | 2,0            |
| –                          | Z.                         | –             | –             | 31             | 0,1            |
| –                          | dieBasis                   | –             | –             | 468            | 1,2            |
| Marvin Weidemeier          | Die Humanisten             | 180           | 0,5           | 124            | 0,3            |
| –                          | Gesundheitsforschung       | –             | –             | 36             | 0,1            |
| –                          | Tierschutzpartei           | –             | –             | 315            | 0,8            |
| Simon Wadehn               | Volt                       | 218           | 0,6           | 212            | 0,5            |

Neben Anna Langsch, die das Direktmandat erstmals für ihre Partei gewinnen konnte, wurde die CDU-Direktkandidatin Kristina Herbst über Platz 6 der CDU-Landesliste in den Landtag gewählt. Die bisherige Abgeordnete Özlem Ünsal verpasste auch über Platz 20 der SPD-Landesliste den Wiedereinzug in das Parlament.

## Landtagswahl 2017
| Direktkandidat     | Partei       | Erststimmen in % | Zweitstimmen in % |
| ------------------ | ------------ | ---------------- | ----------------- |
| Tobias Loose       | CDU          | 27,7             | 22,5              |
| Özlem Ünsal        | SPD          | 36,5             | 28,7              |
| Lasse Petersdotter | GRÜNE        | 13,3             | 19,0              |
| Ekkehard Klug      | FDP          | 6,0              | 9,3               |
| Andreas Halle      | PIRATEN      | 2,2              | 1,6               |
| Susanna Swoboda    | SSW          | 2,9              | 3,0               |
| Stefan Rudau       | LINKE        | 5,1              | 8,3               |
| –                  | FAMILIE      | –                | 0,4               |
| –                  | Freie Wähler | –                | 0,4               |
| Gerald Hohmann     | AfD          | 4,4              | 4,7               |
| –                  | LKR          | –                | 0,3               |
| Swana Lohse        | Die Partei   | 2,0              | 1,5               |
| –                  | Z.SH         | –                | 0,2               |

Neben der Wahlkreisabgeordneten Özlem Ünsal (SPD), die die Nachfolge des langjährigen Abgeordneten Jürgen Weber, der dem Parlament über 20 Jahre angehört hatte, antrat, wurde der Grünen-Kandidat Lasse Petersdotter in den Landtag gewählt. Der CDU-Kandidat Tobias Loose rückte am 29. Juni 2017 für seinen Parteifreund Ingbert Liebing, der zum Bevollmächtigten des Landes Schleswig-Holstein beim Bund ernannt worden war, in den Landtag nach. Der FDP-Kandidat und ehemalige Kultusminister Ekkehard Klug war nach 25 Jahren als Abgeordneter nur noch im Wahlkreis und nicht mehr auf der Landesliste angetreten und schied daher aus dem Landtag aus.

## Landtagswahl 2012
| Direktkandidat    | Partei       | Erststimmen in % | Zweitstimmen in % |
| ----------------- | ------------ | ---------------- | ----------------- |
| Kristina Herbst   | CDU          | 24,5             | 20,0              |
| Jürgen Weber      | SPD          | 42,9             | 34,9              |
| Ekkehard Klug     | FDP          | 3,0              | 6,2               |
| Anke Erdmann      | GRÜNE        | 16,3             | 19,7              |
| Björn Thoroe      | LINKE        | 4,0              | 4,0               |
| –                 | SSW          | –                | 3,7               |
| Alexander Bühner  | PIRATEN      | 8,5              | 9,5               |
| –                 | Freie Wähler | –                | 0,6               |
| Wolfgang Schimmel | NPD          | 0,7              | 0,7               |
| –                 | FAMILIE      | –                | 0,7               |
| –                 | MUD          | –                | 0,1               |

Neben dem Wahlkreisabgeordneten Jürgen Weber (SPD), der den Wahlkreis seit seiner Wiedererrichtung 2005 vertrat, wurden die Kandidaten von FDP, Ekkehard Klug (Landtagsabgeordneter seit 1992), und Grünen, Anke Erdmann (sie gehörte dem Landtag seit 2009 an), erneut über die Landesliste ihrer jeweiligen Partei gewählt. Der bisherige Linken-Abgeordnete Björn Thoroe, er war im Januar 2010 nach einer Korrektur des Landtagswahlergebnisses in den Landtag eingezogen, scheiterte mit seiner Partei an der 5-%-Hürde und schied daher aus dem Parlament aus.

## Landtagswahl 2009
| Direktkandidat             | Partei         | Erststimmen in % | Zweitstimmen in % |
| -------------------------- | -------------- | ---------------- | ----------------- |
| Trutz Graf Kerssenbrock    | CDU            | 25,8             | 22,2              |
| Jürgen Weber               | SPD            | 36,5             | 29,5              |
| Christina Musculus-Stahnke | FDP            | 8,5              | 11,6              |
| Anke Erdmann               | GRÜNE          | 16,5             | 18,5              |
| -                          | SSW            | -                | 3,9               |
| Meryem Tiraz-Deniz         | LINKE          | 6,9              | 8,0               |
| Alexander Bühner           | PIRATEN        | 3,2              | 3,0               |
| -                          | NPD            | -                | 0,9               |
| Sönke Nonnsen              | FW-SH          | 1,1              | 0,8               |
| Hartmut Keller             | RENTNER        | 0,7              | 0,7               |
| –                          | FAMILIE        | –                | 0,6               |
| –                          | RRP            | –                | 0,1               |
| –                          | IPD            | –                | 0,1               |
| Sabine Petersen            | Einzelbewerber | 1,2              | –                 |

Neben dem wiedergewählten Wahlkreisabgeordneten Jürgen Weber (SPD) wurden die Grünen-Kandidatin Anke Erdmann und zunächst auch die Kandidatin der FDP, Christina Musculus-Stahnke, erstmals über die Landesliste ihrer jeweiligen Partei gewählt. Der frühere CDU-Abgeordnete Trutz Graf Kerssenbrock scheiterte hingegen mit dem Versuch einer Rückkehr in den Landtag. Musculus-Stahnke musste im Januar 2010 nach einer Korrektur des Landtagswahlergebnisses wieder aus dem Parlament ausscheiden.

## Landtagswahl 2005
Die Landtagswahl 2005 ergab folgendes Ergebnisse:
| Gegenstand der Nachweisung | Gegenstand der Nachweisung | Erst- stimmen | Erst- stimmen | Zweit- stimmen | Zweit- stimmen |
| Bewerber                   | Partei                     | Anzahl        | %             | Anzahl         | %              |
| -------------------------- | -------------------------- | ------------- | ------------- | -------------- | -------------- |
| Wahlberechtigte            | Wahlberechtigte            | 62.685        | 62.685        | 62.685         | 62.685         |
| Wähler                     | Wähler                     | 40.275        | 40.275        | 40.275         | 40.275         |
| Ungültige Stimmen          | Ungültige Stimmen          | 1.081         | 2,7           | 511            | 1,3            |
| Gültige Stimmen            | Gültige Stimmen            | 39.194        | 97,3          | 39.764         | 98,7           |
| davon                      |                            |               |               |                |                |
| Jürgen Weber               | SPD                        | 19.289        | 49,2          | 17.642         | 44,4           |
| ?                          | CDU                        | 12.225        | 31,2          | 11.226         | 28,2           |
| ?                          | FDP                        | 1.981         | 5,1           | 2.494          | 6,3            |
| ?                          | GRÜNE                      | 4.197         | 10,7          | 4.872          | 12,3           |
| –                          | SSW                        | –             | –             | 1.446          | 3,6            |
| ?                          | NPD                        | 692           | 1,8           | 765            | 1,9            |
| –                          | FAMILIE                    | –             | –             | 227            | 0,6            |
| ?                          | Übrige                     | 810           | 2,1           | 1.092          | 2,7            |

Neben dem direkt gewählten Wahlkreisabgeordneten Jürgen Weber (SPD), der zuvor seit 1996 den nun aufgelösten Wahlkreis Kiel-Mitte vertreten hatte, schaffte kein anderer Bewerber den Einzug in den Landtag.

## Bisherige Abgeordnete
Direkt gewählte Abgeordnete des Wahlkreises Kiel-West waren:
| Jahr | Direktkandidat     | Partei | Erststimmen in % |
| ---- | ------------------ | ------ | ---------------- |
| 2022 | Anna Langsch       | GRÜNE  | 31,8             |
| 2017 | Özlem Ünsal        | SPD    | 36,6             |
| 2012 | Jürgen Weber       | SPD    | 42,9             |
| 2009 | Jürgen Weber       | SPD    | 36,6             |
| 2005 | Jürgen Weber       | SPD    | 49,2             |
| …    |                    |        |                  |
| 1988 | Rolf Selzer        | SPD    | 67,4             |
| 1987 | Rolf Selzer        | SPD    | 56,9             |
| 1983 | Rolf Selzer        | SPD    |                  |
| 1979 | Joachim Lohmann    | SPD    | 51,6             |
| 1975 | Alfred Prezewowsky | SPD    | 49,7             |
| 1971 | Alfred Prezewowsky | SPD    | 50,8             |
| 1967 | Gerhard Strack     | SPD    | 47,4             |
| 1962 | Gerhard Strack     | SPD    | 47,4             |
| 1958 | Martin Redeker     | CDU    | 45,2             |
| 1954 | Gerhard Strack     | SPD    | 42,3             |
| 1950 | Hermann Andersen   | FDP    | 43,2             |